# Аскен (Атлантски Пиринеји)
Аскен (фр. Ascain) насеље је и општина у југозападној Француској у региону Аквитанија, у департману Атлантски Пиринеји која припада префектури Бајон.
По подацима из 2011. године у општини је живело 4079 становника, а густина насељености је износила 211,68 становника/km². Општина се простире на површини од 19 km². Налази се на средњој надморској висини од 52 метара (максималној 883 m, а минималној 5 m).

## Демографија
| 1962. | 1968. | 1975. | 1982. | 1990. | 1999. | 2011. |
| ----- | ----- | ----- | ----- | ----- | ----- | ----- |
| 1.605 | 1.683 | 1.876 | 2.159 | 2.653 | 3.097 | 4.079 |

График промене броја становника у току последњих година